# Express AM22
Супутник «Express AM22» призначений для надання пакета мультисервісних послуг (цифрове телерадіомовлення, телефонія, відео-конференц-зв'язок, передача даних, доступ до мережі Інтернет), а також для створення мереж зв'язку на основі технології VSAT. Запущено 29 грудня 2003 року.
Супутник обладнаний найсучаснішими антенними системами, що забезпечує високу якість зв'язку й рівномірність зон покриття в Ku-діапазоні.

## Технічні характеристики
| Призначення                               | цифрове телерадіомовлення, телефонія, відео-конференц-зв'язок, передача даних, доступ до мережі Інтернет і т. д. |
| Орбіта                                    | Геостаціонарна / 53° с.д.                                                                                        |
| Точність утримування на орбіті            | ± 0,05° (в напрямку північ-південь / захід-схід)                                                                 |
| Стабілізація                              | трьохосна |
| Потужність, яку використовує ретранслятор | 4200 Вт |
| Маса обладнання                           | 590 кг |
| Маса супутника                            | 2600 кг |
| Потужність джерела живлення               | 6000 Вт |

## Транспондери
| Діапазон                | Ku    |
| Кількість транспондерів | 24    |
| Смуга пропускання, МГц  | 54    |
| Вихідна потужність, Вт  | 103,5 |